# Жером Бонапарт
Жеро́м (Иероним, Джироламо) Бонапа́рт (фр. Jérôme Bonaparte, итал. Girolamo Buonaparte,  15 ноября 1784[…], Аяччо — 24 июня 1860[…], Шато де Вильжени) — король Вестфалии (1807-1813), самый младший брат Наполеона I Бонапарта; воспитывался в военном колледже; после 18 брюмера поступил лейтенантом на флот; маршал Франции (1 января 1850).

## Биография
В 1801 году он сопровождал Леклерка на Гаити, откуда в следующем году был послан во Францию с депешами, но, преследуемый английскими кораблями, укрылся в Америке. Здесь он в 1803 году женился на дочери балтиморского купца Элизабет Патерсон, но в 1805 оставил её, по требованию Наполеона, и вернулся во Францию.

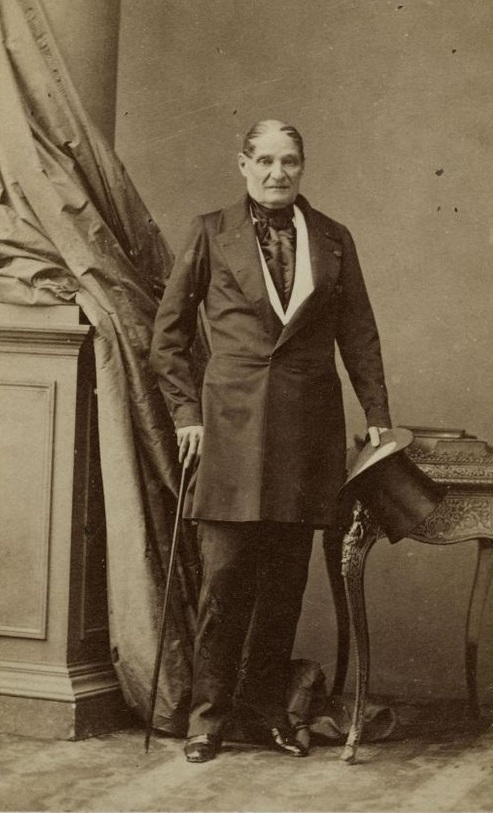
Жером Бонапарт (1852 год)

Став французским принцем, во время войны 1806 года командовал корпусом в Силезии и взял несколько крепостей. Получив, после Тильзитского мира, новообразованное Вестфальское королевство и женившись (в 1807 году) на принцессе Екатерине, дочери короля Фридриха Вюртембергского, Жером весело зажил в Касселе, среди роскоши и блеска, мало заботясь об управлении, вполне подчиняясь разорительным для страны требованиям Наполеона. Основал Орден Вестфальской Короны и был его Великим Магистром.
Во время Отечественной войны 1812 года Жером Бонапарт, в русских войсках шутливо прозванный «король Ерёма», командовал одним из корпусов французской армии, но скоро — после сражения под Салтановкой — был отослан обратно в Кассель. Ещё до Лейпцигской битвы, положившей конец его царствованию, Жером бежал (30 сентября) из своей резиденции от казаков Чернышёва и вернулся туда 17 октября только для того, чтобы вновь бежать в Париж с захваченными драгоценностями и казной.
Во время 100 дней Жером Бонапарт получил звание пэра и храбро сражался при Линьи и Ватерлоо. После второго отречения Наполеона Жером, получив от своего тестя титул князя Монфортского, жил в Австрии, Италии и Бельгии, пока в 1847 году не получил разрешения вернуться во Францию.
После избрания его племянника, Луи-Наполеона, президентом республики, Жером был назначен губернатором Дома Инвалидов, а 1 января 1850 года — маршалом Франции. Декретом 24 декабря 1852 года он был провозглашён наследником французского престола, с титулом французского принца крови и императорского высочества. В 1853 году он женился в третий раз на маркизе Джустине Балделли. Он оставался престолонаследником до рождения в 1856 году у Наполеона III сына (принца империи Наполеона-Эжена).
Из его бумаг были изданы «Mémoires et correspondance du roi Jérôme et de la reine Catherine» (1861—1864).

## Награды
- Орден Верности, большой крест (Великое герцогство Баден)
- Орден Вестфальской короны, великий магистр (Королевство Вестфалия, 25.12.1809)
- Орден Святого Иосифа, большой крест (Великое герцогство Вюрцбург)
- Орден Слона (Дания)
- Орден Золотого руна (Испания)
- Королевский орден Испании (Испания)
- Орден Железной короны, великий сановник (Королевство Италия)
- Орден Чёрного орла (Пруссия)
- Орден Святого Андрея Первозванного (Россия, 03(15).07.1807)
- Орден Святого Александра Невского (Россия, 27.06(09.07).1807)
- Орден Рутовой короны (Королевство Саксония)
- Орден Почётного Легиона, большой орёл (Франция)
- Медаль Святой Елены (Франция)
- Орден Серафимов (Швеция, 3.11.1810)

## Семья
- 24 декабря 1803—1805; аннулирован: Элизабет Патерсон (1785—1879)
  - Жером Наполеон Бонапарт-Патерсон (1805—1870)
- 22 августа 1807 — 29 ноября 1835: Екатерина Вюртембергская (1783—1835)
  - Жером Наполеон Шарль (1814—1847)
  - Матильда (1820—1904)
  - Наполеон Жозеф (1822—1891)
- 19 января 1853 — 24 июня 1860: Юстина Пекори-Суарес (1811—1903)

От Эрнестины Луизы Пюклер-Лимбург (1784—1824) у него был внебрачный сын Генрих Бах, вюртембергский офицер, геолог, картограф, художник и типограф.
Внук, Чарльз Джозеф Бонапарт (сын Жерома Наполеона Бонапарт-Патерсона), министр юстиции США, в 1908 году во время президентства Теодора Рузвельта учредил Бюро расследований, которое в 1932 году было переименовано в ФБР.

## В культуре
- Об отношениях американки Бетси Петерсен с французским принцем Жеромом Бонапартом была поставлена бродвейская пьеса Райды Джонсон Янг[англ.] «Славная Бетси» (1908), ставшая впоследствии очень известной. По пьесе было снято два фильма, «Славная Бетси» (немой, США, 1928), реж. Алан Кросланд, Гордон Холлингсхед[англ.] с актёром Конрадом Найджелом, в роли Жерома Бонапарта и «Разделённые сердца[англ.]» (США, 1936), реж. Фрэнк Борзейги с актёром Диком Пауэллом в роли Жерома Бонапарта
- Жерому Бонапарту посвящён немой немецкий фильм режиссёра Георга Якоби 1922 года «Таковы мужчины» / So sind die Männer, другое название фильма «Маленький Наполеон» / Der kleine Napoleon. Роль Жерома в фильме сыграл актёр Пауль Хайдеман[англ.]
- В фильме «Наполеон» (немой, Франция, 1927) роль Жерома Бонапарта играет актёр Роджер Чантал
- В фильме «Наполеон: путь к вершине» (Франция, Италия, 1955) роль Жерома Бонапарта сыграл актёр Клод Арлей
- В фильме «Мадам Беспечность» (Франция, Италия, Испания, 1961) роль Жерома Бонапарта сыграл актёр Карло Джуффре[фр.]
- Жером Бонапарт и его первая жена фигурируют в восьмом телефильме о Горацио Хорнблауэре — Хорнблауэр: Долг (2003).